# Forță centrală
În mecanică, forța centrală este o forță ce se exercită asupra unui punct material, al cărei suport trece în permanență printr-un punct fix și depinde numai de distanța până la acel punct, numit centru de forță.
Exemple: forța electrostatică, forța gravitațională, forța elastică.
Forța centrală este o forță conservativă.

## Expresie matematică
Se definește forța centrală în raport cu un punct  {\displaystyle O}  ca fiind un vector invariant la grupul mișcărilor plane ce lasă fix punctul  {\displaystyle O.} 
Deci dreapta suport a forței trece prin  {\displaystyle O}  iar modulul acesteia depinde doar de distanța de la punctul ei de aplicație la punctul  {\displaystyle O.}  
|  | {\displaystyle \mathbf {F} (\mathbf {x} )=F(r){\frac {\mathbf {x} }{r}},\;\;\mathbf {x} ={\overrightarrow {OP}},\;\;r=\|\mathbf {x} \|,} | {\displaystyle (1.1)} |

unde  {\displaystyle P}  este punctul material considerat.
Dacă  {\displaystyle F(r)<0}  forța centrală se numește atractivă, iar dacă  {\displaystyle F(r)>0}  forța centrală se numește repulsivă.
Din formula (1.1) rezultă că  {\displaystyle rot\;\mathbf {F} =0,}  deci forțele centrale sunt forțe conservative.

### Expresia în coordonate polare
Dacă  {\displaystyle (r,\theta )}  sunt coordonatele polare ale punctului  {\displaystyle P}  atunci vectorul viteză poate fi scris:
|  | {\displaystyle {\vec {v}}=({\dot {r}},r{\dot {\theta }})\;} (în raport cu reperul {\displaystyle ({\vec {e}}_{r},{\vec {e}}_{\theta })}) | {\displaystyle (1.1.1)} |

Fie  {\displaystyle {\vec {\rho }}={\frac {\vec {r}}{r}}={\frac {\vec {r}}{|{\vec {r}}|}}}  versorul vectorului de poziție  {\displaystyle {\vec {r}}.} 
Atunci:
|  | {\displaystyle {\vec {F}}=F{\vec {\rho }}=F{\frac {\vec {r}}{r}}.} | {\displaystyle (1.1.2)} |

## Exemple

### Forța elastică
În cazul forței elastice  {\displaystyle \mathbf {F} (\mathbf {x} )=-k\mathbf {x} ,}  unde  {\displaystyle k=const.>0}  se numește modul de elasticitate.
Acest rezultat se bazează pe experimente (legea lui Hooke).
Potențialul forței elastice are forma:
|  | {\displaystyle \Pi (x)=-{\frac {k}{2}}\sum _{i=1}^{3}x_{i}^{2}+{\mathcal {C}}} | {\displaystyle (2.1.1)} |

unde  {\displaystyle x_{i},\;i={\overline {1,3}}}  sunt componentele carteziene ale vectorului  {\displaystyle \mathbf {x} .}

### Forța de atracție universală
Forța pe care un corp de masă  {\displaystyle M}  o exercită asupra unui corp de masă  {\displaystyle m}  este dată de legea lui Newton:
|  | {\displaystyle \mathbf {F} (\mathbf {x} )=-K{\frac {Mm}{r^{2}}}\cdot {\frac {\mathbf {x} }{r}},} | {\displaystyle (2.2.1)} |

unde  {\displaystyle K}  este constanta atracției universale, care este determinată experimental și are valoarea:
|  | {\displaystyle K=6,673\times 10^{-11}{\frac {m^{3}}{kg\times s^{2}}}.} | {\displaystyle (2.2.2)} |

Potențialul forței de atracție universale are forma:
|  | {\displaystyle \Pi (\mathbf {x} )=K{\frac {Mm}{r}}+{\mathcal {C}}.} | {\displaystyle (2.2.3)} |

## Conservarea momentului cinetic
Din teorema momentului cinetic  {\displaystyle \left({\frac {d{\vec {K}}_{0}}{dt}}={\vec {M}}_{0}({\vec {F}})={\vec {r}}\times {\vec {F}}=0\right)}  rezultă  {\displaystyle {\frac {d}{dt}}{\vec {r}}\times m{\vec {v}}=0.} 
Se obține integrala primă a ariilor:
|                                                                                      | {\displaystyle {\vec {r}}\times {\vec {v}}={\vec {c}}={\vec {r}}_{0}\times {\vec {v}}_{0}} | {\displaystyle (3.1)} |
| {\displaystyle {\vec {r}}(t_{0})={\vec {r}}_{0},\;{\vec {v}}(t_{0})={\vec {v}}_{0}.} |                                                                                            | {\displaystyle (3.1)} |

Viteza areolară a punctului  {\displaystyle P}  este:
|  | {\displaystyle {\frac {d{\vec {A}}}{dt}}={\frac {1}{2}}({\vec {r}}\times {\vec {v}})={\frac {\vec {c}}{2}},\;\forall t\geq t_{0},} | {\displaystyle (3.2)} |

deci viteza areolară este constantă.
Prin urmare, mișcarea punctului  {\displaystyle P}  sub acțiunea forței centrale  {\displaystyle {\vec {F}}}  are loc astfel încât momentul cinetic și viteza areolară sunt constante vectoriale,  {\displaystyle \forall t\geq t_{0}.} 